# Assistência Judiciária Dr. Carlos Foot Guimarães
A Assistência Judiciária Dr. Carlos Foot Guimarães é uma instituição que presta serviços à comunidade, representando judicialmente os indivíduos que não possuem condições financeiras de contratar um advogado particular. É administrada pelo Núcleo de Prática Jurídica da Faculdade de Direito da Pontifícia Universidade Católica de Campinas (PUC-Campinas).
Fundada em 1982, atualmente a Assistência Judiciária está instalada no campus I da Puc (próximo ao Shopping Dom Pedro) e atende cerca de 350 a 400 casos anuais. Além de prestar serviços jurídicos, a instituição também oferece apoio psicológico, através de atendimento clínico por profissional do ramo realizado em suas próprias instalações.
A instituição é dividida em quatro setores de atendimento, cada um contando com um advogado orientador e quatro estagiários da Faculdade de Direito. A seleção dos estagiários é feita obdecendo-se alguns critérios: os candidatos devem estar no quarto ou quinto ano da faculdade, possuírem boas notas durante toda a vida acadêmica e se submeterem a uma prova de duas etapas - na primeira etapa o candidato compõe uma dissertação, e na segunda ele é entrevistado pelos advogados orientadores.
Além da Assistência Judiciária, a PUC-Campinas também possui um Juizado Especial Cível, órgão ligado à universidade e ao Poder Judiciário e que atende causas de baixa complexidade, cujas ações envolvam quantias inferiores à vinte salários mínimos e não sejam de caráter trabalhista, criminal ou contra o Poder Público. Assim como a Assistência Judiciária, o Juizado Especial também é composto por professores e alunos estagiários da Faculdade de Direito da universidade, os quais atendem, diariamente, cerca de 40 pessoas.